# Souvenirs goutte à goutte
Souvenirs goutte à goutte (おもひでぽろぽろ, Omohide Poro Poro, litt. « Les souvenirs viennent en tombant un par un ») est un film réalisé par Isao Takahata et produit par le studio japonais Ghibli. Il est basé sur le manga Omoide poro poro de Hotaru Okamoto et Yūko Tone, dans lequel les auteurs racontent des moments de leur enfance.
Dans ce film, Isao Takahata met en place une structure narrative basée sur une alternance entre le séjour de l'héroïne à la campagne et les flashbacks de son enfance. Il développe ainsi des thèmes récurrents dans son œuvre : l'importance des valeurs traditionnelles, de la vie en communauté, du respect de la nature et du travail agricole. Finalement, il place son héroïne face à un choix important de sa vie : carrière à Tokyo, ou mariage dans la région rurale de Yamagata. L’évolution de son personnage est permise d’une part grâce à une présentation idyllique de la vie campagnarde, d’autre part grâce aux nombreux souvenirs d’enfance qui créent un sentiment de nostalgie très prégnant.
Le film sort au Japon le 20 juillet 1991, rencontrant un bon succès, puisque terminant au sommet du box-office nippon en 1991.

## Synopsis
1982. Taeko Okajima, jeune employée de bureau à Tokyo, s’ennuie dans son travail et décide de passer quelque temps à la campagne, dans la région rurale de Yamagata, pour travailler dans la ferme de son beau-frère à la récolte du carthame (benibana en japonais). Tokyoïte élevée à la ville, elle rêve depuis l’enfance de la campagne, mais n’y a presque jamais séjourné. Pendant les préparatifs du voyage et le trajet en train, les souvenirs de son enfance, quand elle avait dix ans (en 1966), remontent peu à peu à la surface et confèrent sa structure particulière à l’histoire, alternant entre souvenirs (flashback) et moments de vie réelle.
1966. Taeko est une enfant un peu capricieuse, dernière d'une famille de trois filles. Dix ans, c'est l’année des grandes découvertes : premier amour (Hiro, un garçon talentueux au baseball), premières menstruations, premiers rêves brisés (elle voulait devenir actrice, ce que son père refuse très pragmatiquement). Différents souvenirs sans réel lien qui permettent à Taeko d’évoluer peu à peu à un moment charnière de sa vie.
Durant les scènes adulte, Taeko partage son temps entre labeur à la ferme et sorties avec Toshio, lointain cousin de sa belle-famille un peu plus jeune qu'elle. Anciennement employé dans une grande société, il a décidé de quitter la ville pour devenir agriculteur. La proximité évidente entre les deux jeunes gens pousse la grand-mère de la ferme à évoquer un mariage entre eux. La proposition provoque une vraie introspection chez Taeko, indécise sur le bon choix à faire : conserver sa vie citadine et sa carrière ou bien épouser Toshio et la vie de mère de famille à la campagne.
Si, à la fin du film, Taeko semble faire le choix du retour à la ville, c'est en fait dans le générique de fin que le réalisateur propose un dénouement en accord avec son message : le choix des valeurs traditionnelles, de la campagne et de la vie en communauté.

## Fiche technique
- Titre original : Omoide poroporo (おもひでぽろぽろ?)
- Titre français : Souvenirs goutte à goutte
- Réalisation : Isao Takahata
- Scénario : Isao Takahata d'après le manga de Hotaru Okamoto et Yuko Tone
- Production : Toshio Suzuki
- Production exécutive : Hayao Miyazaki
- Musique : Katsu Hoshi
- Character design : Yoshifumi Kondō
- Direction artistique : Kazuo Oga

## Distribution
|                        | Voix japonaises  | Voix françaises  |
| ---------------------- | ---------------- | ---------------- |
| Taeko (adulte)         | Miki Imai        | Ludivine Deworst |
| Toshio                 | Toshirō Yanagiba | Pierre Le Bec    |
| Taeko (enfant)         | Yōko Honna       | Matilda Acquisto |
| La mère de Taeko       | Michie Terada    | Célia Torrens    |
| Le père de Taeko       | Masahiro Itō     | Franck Daquin    |
| La grand-mère de Taeko | Chie Kitagawa    | Monique Clemont  |
| Nanako                 | Yorie Yamashita  | Sandrine Henry   |
| Yaeko                  | Yuki Minowa      | Audrey Devos     |

Note : Le film n'a été doublé en français qu'en 2019 par Netflix, Disney ayant décidé d'inclure la version originale sous-titrée uniquement lors de sa sortie en DVD et Blu-Ray.

## Création
Souvenirs goutte à goutte est issu du manga Omoide poro poro de Hotaru Okamoto (scénario) et Yūko Tone (dessin), publié en 1988 chez Seirindou. Dans ce manga structuré en un recueil de tranches de vie (genre populaire dans la veine du célèbre Sazae-san), ré-édité par Animage en 1990 en trois volumes, les auteurs racontent des histoires de leur enfance. Le manga est seulement centré sur l’histoire de Taeko petite fille dans les années 1960 de façon autobiographique ; le récit de Taeko adulte dans les années 1980 et son voyage à Yamagata résultent donc d’une idée originale d’Isao Takahata,. L’idée d’adapter ce manga existait déjà au sein du studio Ghibli fin des années 1980, mais Takahata estimait qu’il n’était pas adaptable au cinéma en l’état ; il révise peu après son avis avec cette idée d’y incorporer un second temps narratif. Le scénario est donc composé d’une alternance de flashbacks et de moments actuels. Tous ces flashbacks sont directement inspirés du manga original, avec très peu de variations.
La réalisation de Souvenirs goutte à goutte a été facilitée par le succès récent de Kiki la petite sorcière de Miyazaki, qui permet au studio Ghibli de lancer plusieurs projets importants. Visuellement, le film est construit sur une opposition stylistique entre le passé et le présent, ce que le support animé rend plus simple à mettre en place. Les souvenirs des années 1960 sont peints de façon plutôt stylisée, en pastel avec des couleurs claires et des fonds dépouillés ou rapidement esquissés. Les personnages et la mise en scène sont alors proches du trait du manga. Au contraire, le style adopté pour les scènes des années 1980 vise un réalisme très fort, caractéristique du cinéma de Takahata. Les détails sont rendus avec une grande minutie, aussi bien les traits des visages, animés à partir d’acteurs réels, que les décors ; traditionnellement un point fort du studio Ghibli, ces derniers révèlent différentes vues réelles de Yamagata. L’animateur responsable des couleurs, Yasuda Michiyo, explique par exemple que pour certaines scènes, plus de 450 couleurs ont été comparées pour choisir la plus réaliste. Divers détails permettent également cette proximité au réel : d’une part dans les souvenirs des années 1960 grâce à la musique, aux affiches, aux dessins animés passant à la télévision, aux commerces d’époque, etc., et d’autre part les années 1980 sont d’une précision « quasi documentaire »… Seules de très rares scènes relèvent du domaine de l’imaginaire, comme Taeko qui nage littéralement dans les nuages après les premiers mots échangés avec son amour d’enfance.
Finalement, plus de 73 000 cellulos ont été employés sur les deux ans de production. La conception des personnages a été assurée par Yoshifumi Kondō (déjà présent sur Le Tombeau des lucioles), et la composition des décors par Kazuo Oga. La musique présente trois types d’inspiration : musique douce et nostalgique de Katsu Hoshi pour les souvenirs, musique japonaise traditionnelle, les Danses hongroises de Johannes Brahms, et motifs de musique d'Europe de l'Est, comme les chansons de Muzsikás, d'inspiration folklorique hongroise; Frunzuliță Lemn Adus Cântec De Nuntă de Gheorghe Zamfir, d'inspiration folklorique roumaine; ainsi que Dilmano, Dilbero et Malka Moma Dvori Mete, chansons folkloriques de Bulgarie. Le générique de fin est repris de la bande originale du film The Rose, avec des paroles réécrites par Takahata.
Toutefois, les délais n’ont pas été réellement tenus, créant quelques tensions entre Isao Takahata et Hayao Miyazaki, producteur du film.

## Commentaires et analyses
Le film se caractérise par deux thèmes majeurs : les valeurs positives de la vie rurale et traditionnelle, en opposition au Japon citadin contemporain, et l'introspection psychologique du personnage principal, selon S. J. Napier.

### Nostalgie pour les valeurs traditionnelles et rurales
Souvenirs goutte à goutte est construit sur une opposition entre deux époques — l’enfance de Taeko en 1966, et son séjour à la campagne en 1982 —, faisant de nombreux aller-retours (flashback) entre les deux temps. Par ce moyen, Isao Takahata présente une vision idéalisée de la vie campagnarde et la nostalgie du passé, en regard de la vie citadine. Le film rend majoritairement hommage à la vie paysanne en déclin, la satisfaction trouvée dans le dur labeur agricole par rapport à l’ennui du travail de bureau. Taeko, en s’immergeant peu à peu dans son travail à la ferme, apprend les bonnes valeurs du travail manuel, les traditions du passé et découvre le lien intime qui peut exister entre la nature et les hommes, en vivant proche d’elle. Sa relation avec la région de Yamagata est décrite comme relevant de l’idéal et de l’émotionnel (furusato, l’impression d’y être née).
Pour Taeko, la campagne apparaît comme vecteur de nostalgie (« natsukashii »), sentiment qui reste très prégnant dans le film, non seulement pour ce mode de vie idyllique loin de la ville, mais aussi pour les valeurs traditionnelles du Japon, qui sont véhiculées à travers les flashbacks de Taeko, et magnifiées par le prisme de la mémoire,. Pour S. J. Napier, Takahata met donc en scène deux sortes de nostalgie : une personnelle (à travers la remémoration des émotions de l’enfance) et une commune (la perte d’intérêt pour les valeurs traditionnelles, la vie communautaire et la nature). Néanmoins, Odell et Le Blanc notent que la nostalgie du passé est tempérée par un sentiment de rêves inachevés et d’enfance passive. Selon eux, les films de Takahata restent ancrés dans l’imperfection et le compromis, et donc dans le réalisme.
Souvenirs goutte à goutte doit être lu dans le contexte des deux époques : 1966 correspond à l’après-guerre où la prospérité revient progressivement, et 1982 correspond au développement exponentiel de l’économie et des grandes métropoles. Le film illustre donc l’occidentalisation et le changement de la place de l’archipel dans le monde, qui soumettent ses habitants à une transformation rapide de la société et à l’exode rural. Dans les années 1980 apparaissent d’ailleurs des campagnes encourageant les citadins à revenir dans les campagnes, et Takahata montre déjà un intérêt pour les bonnes pratiques agricoles, notamment l’agriculture biologique alors émergente. Le poids de la société sur la condition féminine est également souligné, aux deux époques, bien que le film ne remette pas en cause le choix presque inconciliable pour les femmes japonaises entre mariage et carrière.

### Sens du souvenir
Si les souvenirs dont se remémore Taeko remontent à ses dix ans, les raisons en apparaissent assez variées : c’est l’époque du premier amour, de l’entrée dans la puberté, de l’affirmation, en bref, la prise de conscience du moi comme élément de la vie communautaire et sociale. Pour S. J. Napier, il s’agit avant tout pour Taeko de venir à bout de ses souvenirs afin de faire le bon choix : mariage à la campagne ou carrière à la ville. Bien entendu, Takahata exprime dans son film que la vie en communauté, la vie rurale seule permet de se libérer des rêves et des frustrations égoïstes de l’enfance pour intégrer une communauté de valeur plus riche. Pour atteindre cet objectif personnel, les souvenirs résonnent avec force en Taeko jusqu’au choix final. Eliot décrit l’importance des souvenirs dans le film de Takahata ainsi : « Le moi de Taeko est à la fois « rénové » et « transfiguré » par une vision du passé qui a été [...] « réévalué » comme un objet de désir du monde citadin ».
Les souvenirs, qui submergent véritablement Taeko dès lors qu’elle décide de partir séjourner dans la préfecture de Yamagata, servent également à illustrer l’évolution du personnage. Takahata évoque d’ailleurs dans le film la métaphore du papillon, d’abord larve, puis chrysalide (dans le cocon) : l’héroïne semble aussi avoir gâché quinze ans de sa vie, entre les années 1960 et 1980, mais le séjour à la campagne signifie l’aboutissement de son long voyage. Pour Cavallaro, il s’agit donc d’une quête de soi qui met la dimension personnelle et psychologique au centre du film. Le personnage de Toshio, qui a déjà parcouru ce chemin avant Taeko, transcrit aussi ce besoin du retour à la campagne et permet au cinéaste d’en expliciter les raisons (dureté et impersonnalité des citadins).

### Place dans le cinéma d’Isao Takahata et influences
Lors de la réalisation de Souvenirs goutte à goutte, le cinéma de Takahata, marqué par le réalisme dans la mise en scène du quotidien, est déjà bien en place depuis au moins Le Tombeau des lucioles, mais évolue pour progressivement intégrer la dimension psychologique des personnages, ce qui se ressent pleinement sur ce film. Au-delà du cinéma de Takahata, plusieurs thèmes récurrents des films du studio Ghibli en général sont présents, selon la typologie de Odell et Le Blanc : les valeurs traditionnelles (comme dans Mon voisin Totoro ou Le Voyage de Chihiro), la vie en communauté (Le Château dans le ciel) et l’écologie (Princesse Mononoké), trois thèmes que Takahata développe également dans son film suivant, Pompoko.
Le thème de la nostalgie du passé et de la perte des valeurs se retrouvent dans plusieurs autres films ultérieurs : Pompoko de Takahata bien sûr, mais aussi Magnetic Rose (où le désir du passé est décrit cette fois comme dangereux car chimérique), Lamu : Un rêve sans fin ou Mari Iyagi ; la différence principale de Souvenirs goutte à goutte est que le monde désiré par les personnages est accessible et bienveillant, juste à portée de main (la campagne en dehors de Tokyo), et triomphe à la fin du film. Si une thématique similaire apparaît dans Mon voisin Totoro de Hayao Miyazaki, l’approche y est en revanche totalement différente, puisque centrée uniquement sur l'enfance.
Dans la scène où la grand-mère de la ferme fait une demande en mariage à la place de son petit-fils, demande qui comble les désirs que l'héroïne n'osait s'avouer à elle-même, on trouve une quasi citation de Été précoce, de Ozu, qui comportait un rebondissement semblable.